# 주문

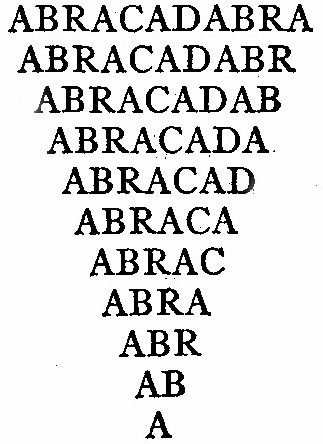
고전적인 주문

주문(呪文, 영어: magic word)은 입으로 특정한 어구를 외움으로써 신비적, 주술적인 효과가 있다고 생각되는 글귀를 말한다. 샤머니즘이나 고대 원시 종교, 불교, 도교 등 다양한 종교적 형태로 나타난다. 특히 원시 종교에서 자주 보이는 형태로, 주문은 어구에 특정한 의미를 부여하기 보다는 언어 자체를 언령(言靈)화 하여 암시적 효과를 기대한다. 그 문장 속에는 각각 고유의 신성한 에너지가 새겨져 있어 사람의 영력에 좋은 영향을 준다고 말한다.

## 형태
주문의 형태는 구술적으로 나타난다. 직접 입으로 말하는 형태가 많으며 정확한 암송이 초자연적인 힘을 발휘하는 것으로 나타난다. 주문에 담긴 말은 고어가 많으며 주문을 외우는 사람도 그 뜻을 정확히 모르는 경우가 많다. 주문을 외우는 사람은 제사장이나 무녀와 같은 신력이 있는 것으로 생각되는 사람이 주로 시행하였다.
일정한 정식(定式)으로 틀이 갖추어져 있으며, 특정한 마음가짐으로 특정한 자격과 장소에서 행하여질 때 효력을 발생한다고 여겨진다.
전쟁의 승리, 전염병의 퇴치 등 집단적인 목적을 지니는 것일 수도 있고, 재산·권력·풍요를 얻으려는 개인적인 목적으로 행하여질 수도 있다. 초기 동학에서는 초학주(初學呪)·강령주(降靈呪)·본주(本呪)의 차례로 행하여졌다.
그런데 초학주는 ‘위천주고아정 영세불망만사의(爲天主顧我情 永世不忘萬事宜)’의 13자, 강령주는 ‘지기금지 원위대강(至氣今至 願爲大降)’의 8자, 본주는 ‘시천주조화정 영세불망만사지(侍天主造化定 永世不忘萬事知)’의 13자이다.
그리고 위의 세 가지 주문을 제자주문(弟子呪文)이라 부르면서 선생주문(先生呪文)을 따로 두기도 한다. 선생주문은 ‘지기금지 사월래(至氣今至 四月來)’의 7자와 ‘시천주령아장생 무궁무궁만사지(侍天呪令我長生 無窮無窮萬事知)’의 14자로 되어 있다.
선생주문은 제자주문과 함께 수행이나 예식 때 사용되었으나 현재는 대개 제자주문만 사용한다. 강령주는 지기(至氣)가 강령하기를 청원한다는 의미이기에 ‘접령주(接靈呪)’라고도 하며, 천령과 통하게 한다는 뜻에서 ‘통령주(通靈呪)’라고도 한다. 최제우(崔濟愚)가 내림받았다는 21자 주문은 강령주에 본주를 합한 것으로 보인다.
이 밖에도 삼통심주(三通心呪)·통신주(通神呪)·조화주(造化呪)·비공주(飛空呪)·강필주(降筆呪) 등이 있으나, 최시형(崔時亨)은 이 주문의 폐단을 지적하며 금지하기도 하였다. 조석으로 하는 개별 수련 때에는 강신주와 본주를 외운다.

## 내용
불교에서는 6자로된 불교의 주문으로 6자대명주(六字大明咒), 옴(唵, ōng) · 마(嘛, mā) · 니(呢, nī) · 바(叭, bēi) · 메(咪, mēi) · 흠(吽, hōng)이 주문으로 사용되고 있다.
육자대명주는 옴마니바메흠 의 6자로 되어있는 불교주문으로 지옥,아귀축생생,인간 아수라 천상의 육도를 벗어나게하는 힘이있어 윤회로부터 해탈하게 한다.
이것을 암송하면 머무는 곳에 한량없는 불보살과 신중들이 모여서 보호하고 삼매를 이루게 될뿐아니라 7대의 조상이 해탈을 얻으며 본인은 육라바라밀의 공덕을 얻게된다고 한다.
주문에서 주술이 현저하게 부각되는 증산교에서는 주문이 매우 특징적으로 나타난다. 증산(甑山)은 천지공사(天地公事)를 행할 때 시천주(侍天呪)·태을주(太乙呪)·오주(五呪) 등의 주문을 외우고 그 주문을 써서 불태운다.
또한 시천주를 가지고 사명기(司命旗)를 만들기도 하였다. 특히 태을주를 외우면 병마가 침범하지 못한다고 하여 기본주문으로 널리 사용되었다.
태을주는 ‘훔치훔치 태을천상원군 훔리치야도래 훔리함리사파아(吽哆吽哆 太乙天上元君 吽哩哆㖿都來 吽哩噫哩裟婆啊)’이며, 시천주는 ‘시천주조화정 영세불망만사지 지기금지원위대강(侍天主造化定 永世不忘萬事知 至氣今至願爲大降)’이다.
또한 증산계의 오주는 ‘시천지가가장세 일월일월만사지 시천주조화정 영세불망만사지 복록성경신 수명성경신 지기금지원위대강 명덕관음팔음팔양 지기금지원위대강 삼계해마대제신위 원진천존관성제군(侍天地家家長世 日月日月萬事知 侍天主造化定 永世不忘萬事知 福祿誠敬信 壽命誠敬信 至氣今至願爲大降 明德觀音八陰八陽 至氣今至願爲大降 三界解魔大帝神位 遠鎭天尊關聖帝君)’이다.
이 밖에 칠성주(七星呪)·진법주(眞法呪)·도통주(道通呪)·절후주(節候呪)·이십팔수주(二十八宿呪)·신명주(神明呪)·신성주(神聖呪)·운장주(雲長呪) 등이 있다.
여기에서 ‘훔치’란 원래 불경의 다라니에 나오는 말의 한자역(漢子譯)으로 축마(逐魔)의 힘을 지니는 것이라고도 하며, 송아지가 모태 밖에 나오면서 우는 소리를 본뜬 것으로 신생(新生)의 뜻이 있다고도 한다. 또한 송아지는 음성(陰性)이므로 후천을 뜻하기도 한다고 풀이한다.
1862년(철종 13)경 이운규(李雲圭)가 창시한 한 종교, 남학(南學)에서는 《정역》(正易)의 선·후천운도변역(先後天運度變易) 이론과 함께 오음주(五音呪)가 중심적 위치를 차지하고 있다.
오음주는 음(吟)·아(哦)·어(唹)·이(咿)·오(唔)의 오성(五聲)을 기본으로 하여 음률의 고저·장단·청탁의 구별이 있어 운율적으로 부르게 되어 있다.
이 오음주송을 부르면 궁·상·각·치·우의 다섯 가지 음과 토·금·목·화·수의 오행(五行), 비·폐·간·심·신의 오장(五臟)과 조화를 일으키게 되어 자연히 오기(五氣)와 오장이 강해진다고 한다.
영가를 부르면 손발이 저절로 움직여 무도(舞蹈)를 하게 되며, 이 영가무도가 극치에 달하면 몸이 위로 뛰어오르게 되고 심신의 질병이 치유된다고 한다.
남학은 일부계(一夫系)와 광화계(光華系)로 나누어지는데, 전반적으로 오음영가가 기본 수련법이나 광화계에서는 오음영가보다 염불·진언(眞言)·칠성주(七星呪) 등을 더 많이 이용한다.

## 같이 보기
- 태을주
- 구축병마주
- 언령
- 만트라

## 참고 자료
- 「한국의 관제 신앙」, 증산교, 김탁 저, 선학사(2004년, 113~117p)
- 「종교연합운동사」, 한국의 초교파운동과 종교연합운동, 이재석 저, 선학사(2004년, 466~525p)
- 「우리 몸에 맞는 한방웰빙」, 간단한 건강주문으로 병을 예방하자, 이상만 저, 살림(2004년, 222~229p)